# Borówek-Kolonia
Borówek-Kolonia – kolonia w Polsce położona w województwie lubelskim, w powiecie krasnostawskim, w gminie Żółkiewka.
Miejscowość wchodzi w skład sołectwa Borówek. Według Narodowego Spisu Powszechnego (III 2011 r.) wieś liczyła 15 mieszkańców.
W latach 1975–1998 miejscowość administracyjnie należała do województwa zamojskiego.